# Wishlist
"Wishlist" é uma música da banda de rock americana Pearl Jam. Escrita pelo vocalista Eddie Vedder, "Wishlist" foi lançada em 5 de maio de 1998 como o segundo single do quinto álbum de estúdio da banda, Yield (1998). A música alcançou a sexta posição na parada de rock da Revista Billboard. Em 2004, a música foi incluída em uma coletânea de maiores sucessos da banda, rearviewmirror (Greatest Hits 1991–2003).

## Origem e gravação
"Wishlist" foi escrita pelo vocalista Eddie Vedder. Vedder usou um EBow para seu solo de guitarra na música. Vedder sobre a música:

Foi um exercício de fluxo-de-consciência. [Mike] McCready reservou um pequeno estúdio, com nosso amigo Stu nos teclados e outro amigo na bateria. Nós não temos a disciplina para sentar e ensinar a cada um como tocar cada parte, então nós estavamos escrevendo simples mudanças de acordes que qualquer um conseguiria tocar. Originalmente, deve ter durado uns 8 minutos. Depois eu ouvi e escolhi a melhor parte.

## Letra
"Wishlist" é sobre Vedder procurando ver seus desejos realizados, mas ele encerra sua lista de desejos (wishlist) com o seguinte verso: "I wish I was as fortunate, as fortunate as me." (Eu queria ser tão afortunado, tão afortunado quanto eu). Quando perguntado sobre a música, Vedder afirmou, "Eu queria iluminação." O verso "I wish I was the full moon shining off your Camaro's hood" (Eu queria ser a lua cheia brilhando no capo do seu Camaro) é uma referência ao carro que pertenceu à Beth Liebling, esposa de Vedder naquela época.

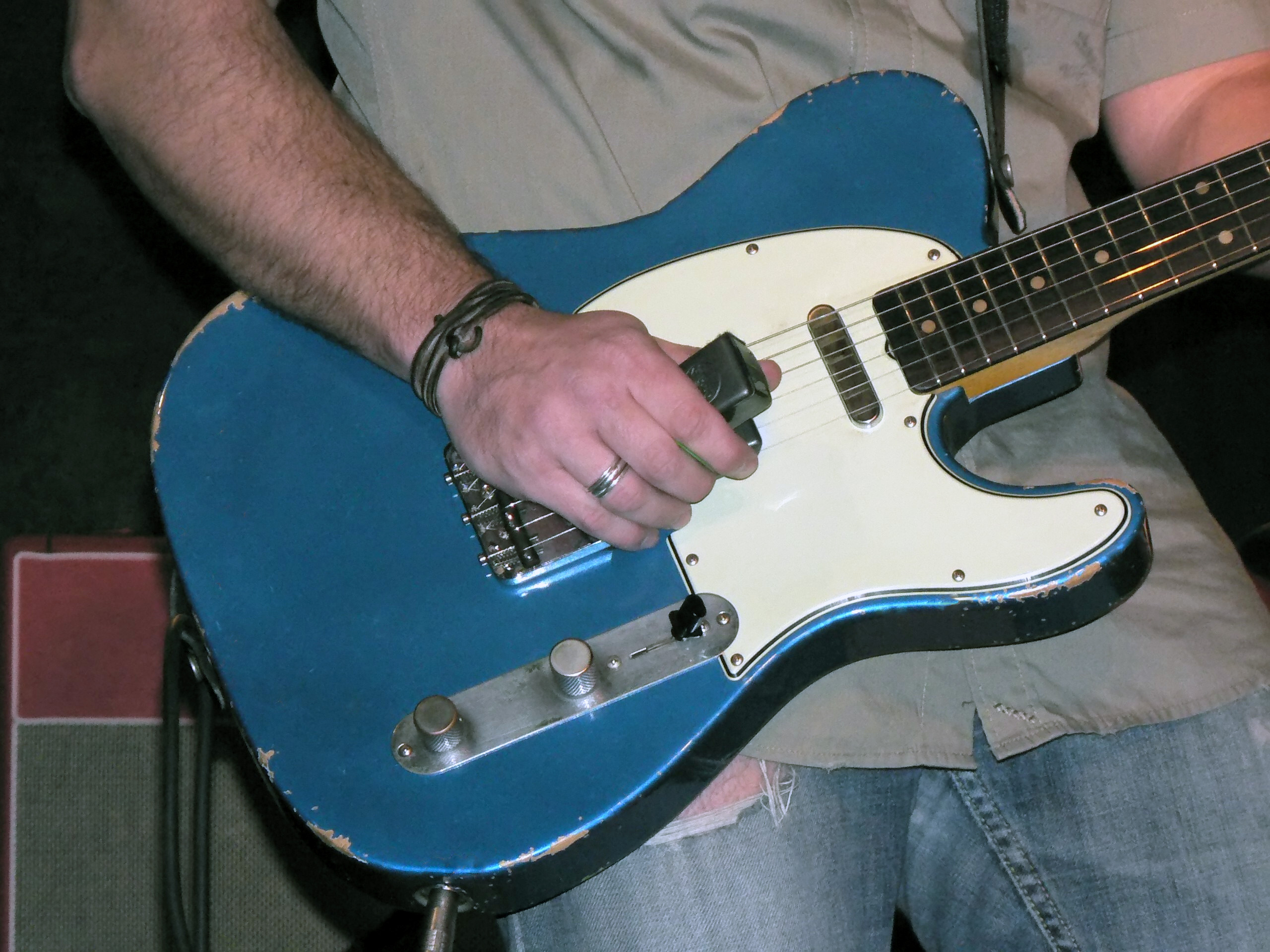
Uma guitarra sendo tocada com um EBow, como em "Wishlist

"

## Lançamento e recepção
"Wishlist" foi lançada como single em 1998 juntamente com a música "U", que ainda não havia sido lançada. Posteriormente, "U" foi incluída no álbum Lost Dogs (2003). "Wishlist" alcançou a posição 47ª na parada geral da Billboard e a 6ª posição na parada de rock da mesma revista.
Fora dos Estados Unidos, o single foi lançado comercialmente na Austrália, Áustria, Japão, Países Baixos, e no Reino Unido. No Canadá, a música alcançou o primeiro lugar nas paradas, sendo a terceira música do Pearl Jam a alcançar essa posição no Canadá. "Wishlist" também alcançou no Canadá a 13ª posição na parada Year End Alternative Top 50. "Wishlist" figurou no Top 30 inglês e atingiu a 48ª posição na Autrália.
Na sua crítica à Yield, Rob Sheffield da  Revista Rolling Stone disse, "A gentil canção "Wishlist", é uma inocente música de amor que Vedder compôs sozinho, deve ser a música mais simples que o Pearl Jam já fez, mas também a mais comovente."

## Performances ao vivo
"Wishlist" foi tocada ao vivo, pela primeira vez, em um show que a banda fez no The Catalyst, em Santa Cruz, California, no dia 12 de Novembro de 1997. A banda tocou essa música quando se apresentou no Late Show with David Letterman em Maio de 1998. Performances ao vivo de "Wishlist" podem ser encontradas em vários bootlegs oficiais do Pearl Jam. Performances da música também podem ser encontradas nos DVDs Single Video Theory, Touring Band 2000, e Live at the Garden. Em shows, a música normalmente é estendida com improviações até se fundir com o início de outra canção. Uma demonstração disso pode ser ouvida em Live at the Garden.

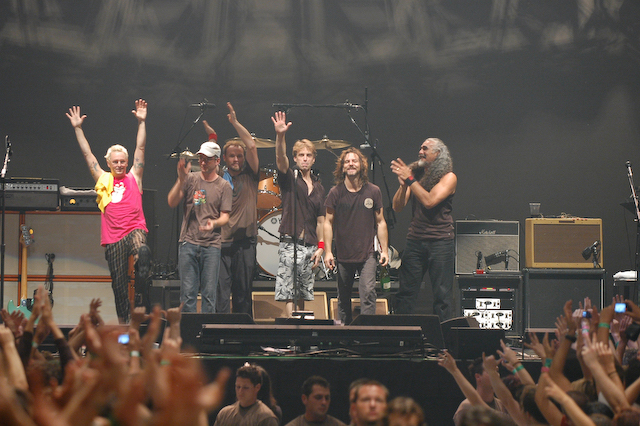
A banda em apresentação ao vivo

## Faixas
Todas as músicas foram escritas por Eddie Vedder, exceções foram mencionadas:
CD (EUA, Austrália, Áustria, e Japão), 7" Vinil (EUA e Países Baixos), e Cassette (Reino Unido)
1. "Wishlist" – 3:26
2. "U" – 2:48
3. "Brain of J." (ao vivo) (Mike McCready, Vedder) – 2:57
  - Gravadas ao vivo por Triple J, em 5 de Março de 1998, no Melbourne Park em Melbourne, Austrália.

CD (Áustria)
1. "Wishlist" – 3:26
2. "U" – 2:48

## Posição nas paradas
| Paradas (1998)                | Posição |
| ----------------------------- | ------- |
| Canadian Alternative Top 30   | 1       |
| UK Singles Chart              | 30      |
| US Billboard Hot 100          | 47      |
| US Hot Mainstream Rock Tracks | 6       |
| US Modern Rock Tracks         | 6       |
| US Hot Adult Top 40 Tracks    | 39      |
| Australian Singles Chart      | 48      |